# Monastero dei Santi Maria e Giuseppe sul Prato
L'ex monastero dei Santi Maria e Giuseppe sul Prato si trova nella zona ovest del centro di Firenze, nell'area chiamata Il Prato per via della mancanza di pavimentazione che era usata per il mercato settimanale del bestiame.

## Storia e descrizione
Il convento venne fondato nel 1289 dal vescovo Andrea de' Mozzi per le monache agostiniane e nel 1580 venne dotato di una nuova chiesa con all'interno dipinti di Santi di Tito, Francesco Curradi e Girolamo Macchietti.
Nel 1714, alle suore di Santa Maria si unirono quelle di San Giuseppe in Borgo Pinti (da cui la doppia titolazione).
Soppresso il convento nel 1808 per le disposizioni napoleoniche, il fabbricato fu acquistato dal principe Tommaso Corsini e inglobato nel nuovo edificio signorile disegnato da Ulisse Faldi, che andò ad affiancare l'altro palazzo di famiglia cinque-seicentesco, oggi famoso per il giardino; la caratteristica lunga balconata fu costruita per assistere al palio dei barberi che si correva per festeggiare il patrono della città, san Giovanni Battista.

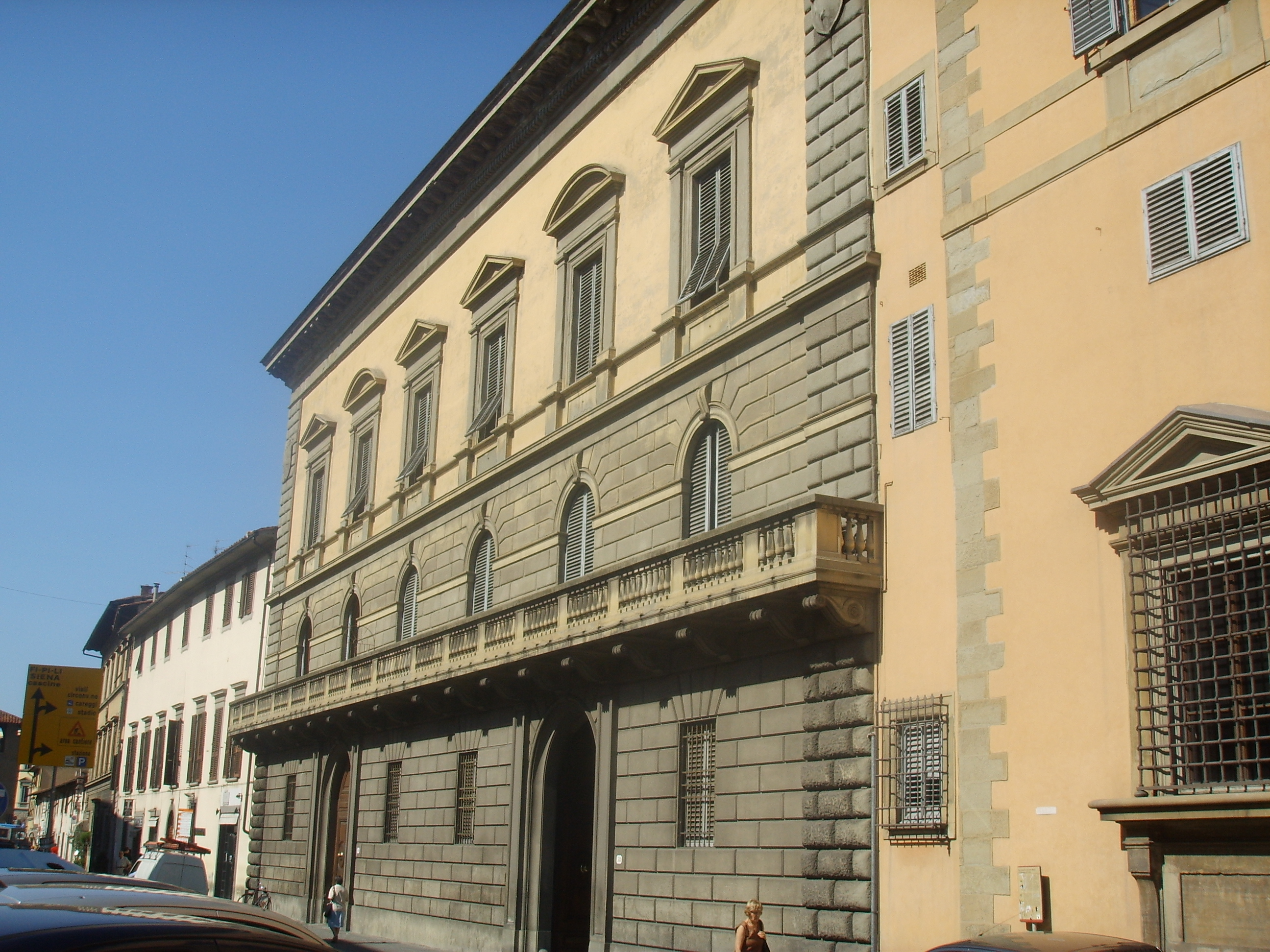
L'attuale Palazzo Corsini al Prato, sul sito dell'antico monastero
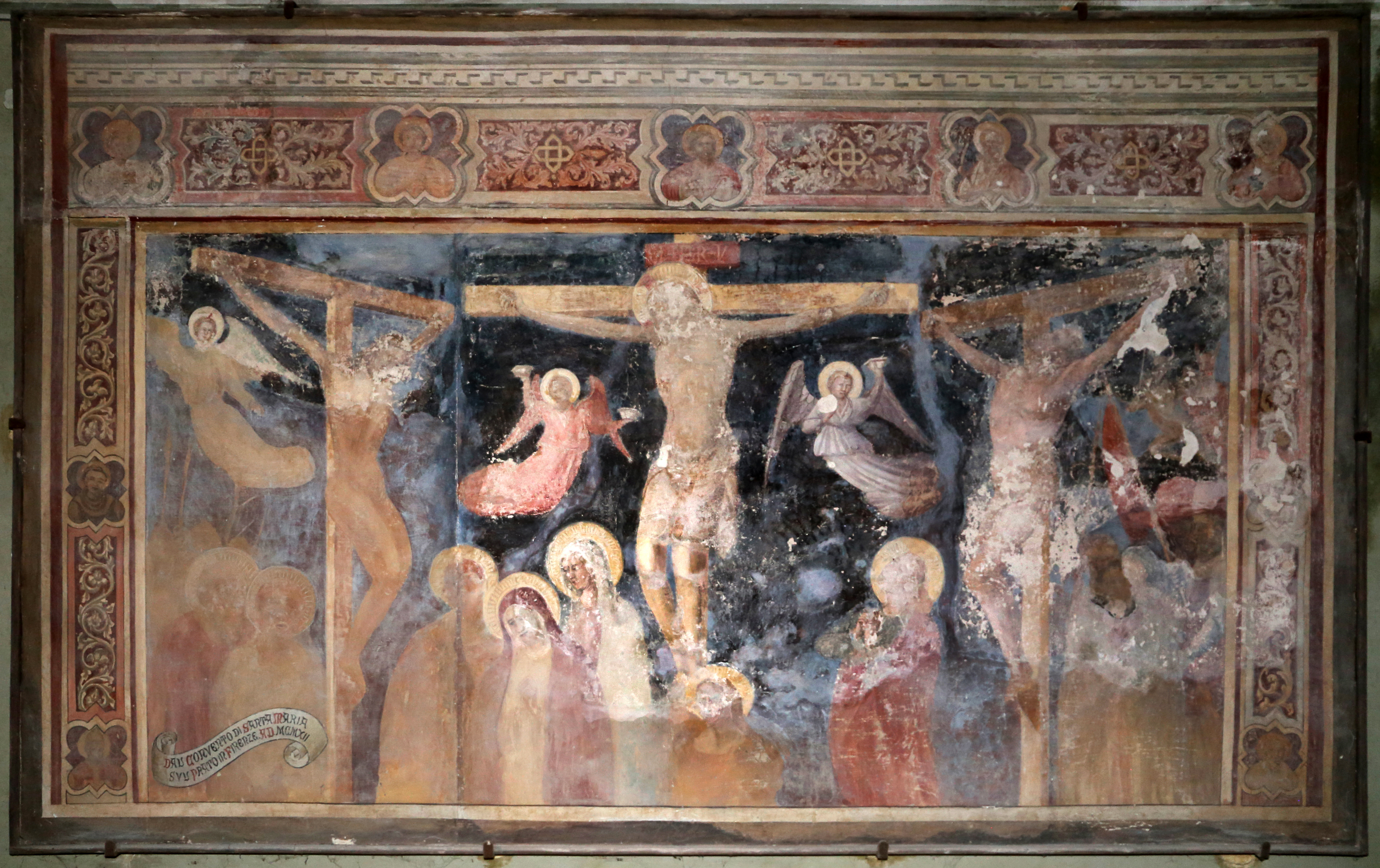
Una Crocifissione trecentesca proveniente dal monastero